# Olios galapagoensis
Olios galapagoensis là một loài nhện trong họ Sparassidae.
Loài này thuộc chi Olios. Olios galapagoensis được Richard C. Banks miêu tả năm 1902.